# Il diabolico terzetto
Il diabolico terzetto, pubblicato in Italia anche con il titolo Il terzetto e La stanza segreta (titolo originale When Rogues Fall Out nell'edizione inglese o Dr Thorndyke's Discovery nell'edizione americana) è un romanzo poliziesco del 1932 dello scrittore inglese Richard Austin Freeman. È il quattordicesimo romanzo della serie con protagonista l'investigatore scientifico dottor John Thorndyke.

## Trama
Il signor Didbury Toke, un collezionista di oggetti d'arte, entra casualmente in rapporto con una coppia di delinquenti, un ricettatore e uno scassinatore, e accetta di lavorare con loro diventando a sua volta ricettatore di gioielli e altri preziosi. Qualche tempo dopo, il suo avvocato si rivolge al dottor Thorndyke, pregandolo di indagare sulla sua scomparsa, dopo che è partito per un viaggio all'estero dal quale non è mai tornato. A sua volta Thorndyke è alle prese con l'assassinio dell'ispettore di polizia Badger, che è stato ritrovato cadavere in un tunnel ferroviario, in apparenza dopo essere caduto da un treno in corsa. Il dottore scopre che Badger è stato avvelenato prima di essere gettato giù dalla porta dello scompartimento. La polizia sospetta dell'omicidio un evaso dal carcere di Maidstone, ma Thorndyke non condivide questo parere. Le sue indagini in casa di Toke portano alla luce elementi tali da far sospettare che forse i due casi siano collegati.

## Personaggi principali
- Didbury Toke - commerciante di antichità
- Arthur Hughes - procacciatore di affari
- Charles Dobey - idraulico
- Elizabeth Dobey - sua moglie
- Mr. Cummings - funzionario del penitenziario di Maidstone
- Mr. Woodburn - avvocato di Toke
- Mrs. Gibbins - governante di Toke
- Badger - Ispettore di Scotland Yard
- Miller - Sovrintendente di Scotland Yard
- Dottor John Thorndyke - professore di medicina legale
- Polton - suo assistente di laboratorio
- Dottor Jervis - medico e socio di Thorndyke

## Critica
"Il diabolico terzetto è molto vicino nella forma alla storia poliziesca invertita. Vediamo la maggior parte degli eventi che conducono al primo delitto, e sappiamo chi è il criminale. Non vediamo tali eventi dal punto di vista del criminale nel secondo delitto, ma la polizia scopre immediatamente talmente tante cose su questo crimine che è quasi come se potessimo visualizzare gli eventi che hanno condotto ad esso. Il lettore può indovinare, in entrambi i casi, la maggior parte dei fatti relativi agli omicidi. Il piacere del racconto è vedere Thorndyke che svela l'enigma dei delitti. Freeman tiene qualche sorpresa nascosta nella manica, il che è gradevole per il lettore; perciò il racconto non può essere definito una storia invertita al 100%. [...] Si possono avanzare alcune critiche a questo romanzo. Sembra poco probabile che Scotland Yard non avrebbe riconosciuto le impronte dell'assassino. E le semplici deduzioni di Thorndyke sul complicato retroscena della vicenda sembrano troppo facili, e preordinate dall'autore. Dal lato positivo c'è il meraviglioso flusso della narrazione di Freeman, in cui ogni dettaglio è logicamente spiegato."

## Edizioni
- Richard Austin Freeman, Il terzetto, I gialli economici Mondadori n. 178, Milano, Mondadori, 1940.
- Richard Austin Freeman, Il diabolico terzetto, Il giallo economico classico, Roma, Newton Compton, 1995, ISBN 978-88-7983-931-0.
- Richard Austin Freeman, La stanza segreta, in Dr. Thorndyke, traduzione di Chiara Cirelli, Roma, Castelvecchi, 2014, ISBN 978-88-6826-400-0.